# Marco Ferrari
Marco Ferrari (Rimini, 21 agosto 1966) è un allenatore di calcio ed ex calciatore italiano, di ruolo portiere.

## Carriera

### Giocatore
Cresciuto nella squadra della propria città, il Rimini, vi esordisce nella stagione 1984-1985 in Serie C1 diventandone l'anno successivo il portiere titolare.
Ciò vale le attenzioni del Parma che lo acquista nel 1986 e gli affida subito il posto da titolare alla prima stagione. Successivamente il numero delle sue presenze in campo diminuisce col passare delle stagioni, ma riesce comunque a contribuire alla promozione in Serie A della stagione 1989-1990 con 2 presenze e ad esordire la stagione successiva in massima serie.
Nel 1991 viene mandato in prestito all'Avellino in Serie B per una stagione, collezionando 10 presenze. Al ritorno in Emilia, rimane per due stagioni, raccogliendo solo un'ulteriore presenza, per trasferirsi poi al Forlì dove chiude la sua carriera professionistica.

### Allenatore
Appesi gli scarpini al chiodo, intraprende l'attività di preparatore dei portieri. Dopo l'esperienza col Rimini fino al 2006, approda al Modena in concomitanza con le gestioni di Daniele Zoratto prima e di Luigi Apolloni poi. Dal 2011 allena nel settore giovanile del Parma. Conclude l'esperienza col fallimento dei ducali, ma il 30 luglio 2015 viene richiamato dal nuovo Parma di Nevio Scala che riparte dalla Serie D, nel ruolo di vice allenatore dei Giovanissimi.. Nel 2018 si trasferisce in Danimarca nel Vejle che milita nella Superligaen, entrando come preparatore dei portieri nello staff di Adolfo Sormani, incarico mantenuto fino al 5 marzo dell'anno seguente.

## Palmarès

### Competizioni internazionali
- Coppa delle Coppe: 1

Parma: 1992-1993
- Supercoppa UEFA: 1

Parma: 1993